# Union des fédéralistes européens
Pour les articles homonymes, voir UFE.
L’Union des fédéralistes européens, abrégé en UEF par référence à son actuelle dénomination en anglais, est une association internationale sans but lucratif initialement fondée en 1946 et refondée en 1973, promouvant l'avènement d'un État fédéral européen fondé sur l'idée d'unité dans la diversité.
Elle regroupait en 1946 plusieurs initiatives issues notamment de la résistance, ayant pour objectif de créer une fédération européenne, notamment le Mouvement fédéraliste européen créé au lendemain de la chute de Benito Mussolini à Milan, du 27 au 29 août 1943, sous entre autres l'impulsion de l'opposant Altiero Spinelli et le Comité français pour la Fédération européenne créé à Lyon par des membres du groupe « Francs-tireurs » en juin 1944.

## Histoire
À la suite de deux conférences, l'une en septembre 1946, rassemblant à Hertenstein (localité de la commune de Weggis proche de Zurich, en Suisse) 78 représentants de mouvements fédéralistes venant de 16 pays européens, l'autre en octobre de la même année à Luxembourg, ces groupes qui partageaient la même conviction que « seule une Fédération européenne fondée sur l'idée de l'unité dans la diversité pourrait empêcher la répétition des souffrances et des destructions des deux guerres mondiales » et ils ont adopté une déclaration-programme fondée sur cette idée. Ils pensaient que « seul un effort commun des citoyens européens visant, à travers ce but commun, à atteindre cet objectif pourrait créer une Europe tranquille et démocratique, garantissant la liberté et la protection des droits humains ».
Lors de la deuxième réunion, à Luxembourg, ces groupes se mettent d'accord sur la fondation à Paris de l'Union européenne des fédéralistes (UEF), dotée d'un secrétariat européen permanent, fondation ayant eu formellement lieu les 15 et 16 décembre 1946. Son objet était de coordonner et d'intensifier les activités des différents mouvements et de les organiser en une structure fédérale.
Le Congrès constitutif de l'UEF a lieu à Montreux (Suisse) du 27 au 31 août 1947. Les motions adoptées définissent les principes du fédéralisme auquel adhère l'organisation et ses objectifs d'unification européenne.
Parmi les premiers animateurs de l'association, on trouve Alexandre Marc, Denis de Rougemont, Altiero Spinelli, Henri Frenay.
L'UEF participe avec le United Europe Movement de Winston Churchill à l'organisation à La Haye en mai 1948 du Congrès de l'Europe, où ses thèses seront influentes, mais minoritaires. L'UEF participe encore à ce jour au Mouvement européen issu de ce Congrès.
L'association s'implique dans la campagne en faveur de la Communauté européenne de défense qui échoue en 1954.
En 1956, une scission survient entre, d'une part, ceux (les fédéralistes néerlandais, l’Europa Union Deutschland – EUD et « La Fédération ») qui considèrent que le processus engagé pour relancer la construction européenne par une Communauté économique européenne suffira à la parachever et qui fondent l'« Action européenne fédéraliste » (AEF)  et, d'autre part, ceux, les autres, qui, suivant Alterio Spinelli, souhaitent aller plus loin dans cette construction en mobilisant les citoyens en vue d'une assemblée constituante européenne, qui fondent le Mouvement Fédéraliste Européen supranational (« supranational European Federalist Movement  » sMFE). En 1973, les deux groupes se réuniront pour fonder à La Haye l'« Union of European Federalists » (Union des fédéralistes européens) en reprenant le sigle de l'Union européenne des fédéralistes de 1946 (UEF) ce qui peut faire croire à tort qu'il s'agit de la même organisation qu'à l'origine. Cette nouvelle UEF mènera campagne pour l'élection du Parlement européen au suffrage universel direct, ce qui est décidé en 1976 avec effet en 1979, pour une monnaie unique européenne, adoptée en 1999 et, enfin, pour une Constitution européenne, pas encore rédigée à l'heure actuelle, le « Projet de traité constitutionnel » (terme oxymorique) de 2004, rejeté, n'en ayant été qu'une parodie. Le siège de l'UEF est transféré à Bruxelles avec le statut d'une Association internationale sans but lucratif (AISBL) de droit belge.
Une branche jeune autonome est également créée à la même époque : les Jeunes Européens fédéralistes (JEF).
L'implantation de l'association est aujourd'hui très variable selon les pays. Entre 2008 et 2013, le mouvement a été présidé par Andrew Duff alors député européen, qui a succédé à Mercedes Bresso, présidente de la région Piémont et Jo Leinen, député européen PSE alors président de la Commission des affaires constitutionnelles au Parlement européen. Depuis 2023, le président de l'UEF est l'homme politique espagnol Domènec Ruiz Devesa qui a succédé à Elmar Brok et à Sandro Gozi.

## Activité
L'UEF est une organisation non gouvernementale active aux niveaux européen, national et local, dont le but est de promouvoir une Europe fédérale. Elle comprend des sections dans 25 États européens.

L'UEF fut fondée peu après la Seconde Guerre mondiale, (voir ci-dessus) avec la conviction que : 

« seule une Fédération européenne, fondée sur l’idée d’unité dans la diversité, pourrait surmonter la division du continent européen qui a causé bon nombre de souffrances et destructions lors des deux Guerres mondiales. Les fédéralistes croient qu’un effort commun de la part des citoyens européens, travaillant à travers ce but commun, pourrait créer une Europe tranquille et démocratique, garantissant la liberté et la protection des droits de l'homme. »

L'UEF se réclame donc du fédéralisme européen et a pour but de travailler pour la création d'une Fédération européenne dotée d'institutions supranationales et de pouvoirs souverains limités, à savoir un gouvernement fédéral, une assemblée populaire élue au suffrage universel direct, un Sénat fédéral représentant les États membres et éventuellement les régions, et une cour de justice. La Fédération européenne devra garantir les libertés fondamentales — y compris le droit d'opposition — et assurer le maximum de participation des citoyens à tous les niveaux.
L'Union des fédéralistes européens a une section française et une section belge.